# Máy bay thả ngư lôi
Máy bay ném/thả ngư lôi là một máy bay quân sự được thiết kế chủ yếu để tấn công tàu thuyền bằng ngư lôi trên không. Máy bay ném ngư lôi đã tồn tại ngay trước Chiến tranh thế giới thứ nhất ngay khi máy bay có được khả năng chịu được trọng lượng của ngư lôi, và vẫn là loại máy bay quan trọng cho đến khi chúng bị thay thế bởi máy bay mang tên lửa chống tàu. Chúng là một yếu tố quan trọng trong nhiều trận chiến nổi tiếng của Thế chiến thứ hai, đặc biệt là cuộc tấn công của Anh tại Taranto và cuộc tấn công của Nhật Bản vào Trân Châu Cảng. 

## Loại
Máy bay ném ngư lôi lần đầu tiên xuất hiện ngay trước Chiến tranh thế giới thứ nhất. Nói chung, chúng mang ngư lôi được thiết kế đặc biệt để phóng từ trên không. Loại ngư lôi này nhỏ hơn và nhẹ hơn so với loại trên tàu ngầm và tàu chiến nổi. Tuy nhiên, một ngư lôi trên không có thể nặng tới 2.000 pound (910 kg), gấp đôi khối lượng bom của các máy bay ném bom một động hiện đại dù chiếc máy bay mang nó thường cần thiết để được thiết kế chuyên cho mục đích này. Nhiều máy bay ném ngư lôi đầu là thủy phi cơ, chẳng hạn như chiếc Short 184 (chiếc máy bay đầu tiên đánh chìm một con tàu bằng ngư lôi), và khung gầm phải được thiết kế lại sao cho ngư lôi có thể được thả từ đường trung tâm của máy bay.

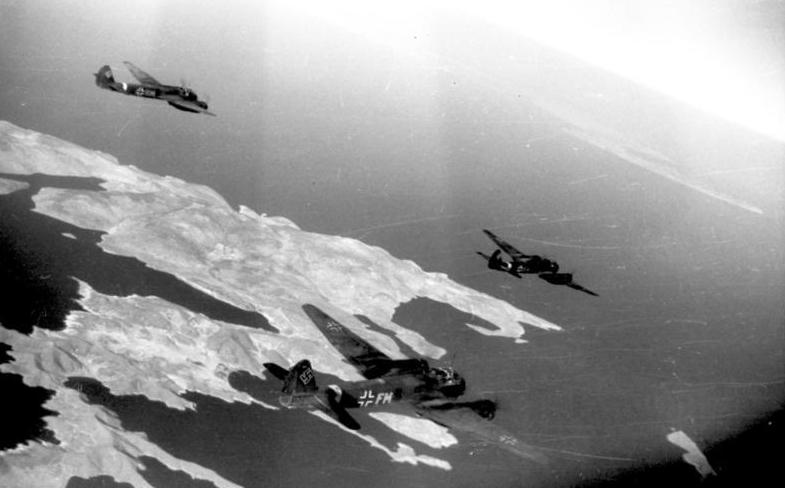
Đội hình Junkers Ju 88 đang bay trên biển

Trong khi nhiều máy bay ném bom ngư lôi là máy bay một động cơ, một số máy bay đa động cơ cũng đã được sử dụng làm máy bay ném ngư lôi ví dụ như dòng Mitsubishi G3M và Mitsubishi G4M đang được sử dụng trong việc đánh chìm tàu Prince of Wales và Repulse. Máy bay hai động cơ khác được thiết kế hoặc sử dụng làm máy bay ném ngư lôi là Mitsubishi Ki-67, Savoia-Marchetti SM.79 "Sparviero" (ba động cơ), CANT Z.1007, Bristol Beaufort và Bristol Beaufighter ("Torbeau"), Junkers Ju 88, Heinkel He 111, B-25 Mitchell và nhiều chiếc khác.
Một số máy bay phản lực sau chiến tranh (như chiếc Ilyushin Il-28T) đã được chuyển thể thành máy bay ném bom ngư lôi vào cuối những năm 1940 và 1950. Cuộc tấn công cuối cùng dùng máy bay ném ngư lôi được biết đến được thực hiện bởi những chiếc Skyraider của hải quân Mỹ chống lại Đập Hwacheon trong Chiến tranh Triều Tiên. Không quân Bắc Triều Tiên đã ngừng sử dụng máy bay ném ngư lôi đang hoạt động cuối cùng của thế giới trong những năm 1980.
Phát triển song song với máy bay ném ngư lôi, nhiều máy bay cường kích hàng hải  và trực thăng tấn công hàng hải đã có khả năng phóng ngư lôi có hướng dẫn; tuy nhiên, chúng thường không được gọi là máy bay ném ngư lôi vì khả năng phát hiện và theo dõi lớn hơn của chúng, mặc dù chúng vẫn có khả năng tấn công các tàu trên bề mặt như chống lại tàu ngầm.

## Lịch sử
Nhiều sĩ quan hải quân bắt đầu đánh giá cao khả năng sử dụng máy bay để phóng ngư lôi tấn công các con tàu đang neo đậu trong giai đoạn trước Chiến tranh thế giới thứ nhất. Đại úy Alessandro Guidoni, một thuyền trưởng hải quân Ý, đã thử nghiệm thả quả cân từ chiếc Farman MF.7 năm 1912. dẫn đến việc Raúl Pateras Pescara và Guidoni phát triển một máy bay chuyên để ném ngư lôi rồi dùng nó để thả một ngư lôi giả nặng 375 lb vào tháng 2 năm 1914.Tuy nhiên họ đã từ bỏ dự án của họ ngay sau đó khi hiệu suất của máy bay không đạt yêu cầu. Đô đốc Bradley A. Fiske của Hải quân Hoa Kỳ đã đưa ra một bằng sáng chế vào năm 1912 cho một máy bay mang ngư lôi tên "Phương pháp và bộ máy để sử dụng ngư lôi tàu ngầm từ phi thuyền." Anh đề ra rằng máy bay sẽ tấn công vào ban đêm. Winston Churchill, là Tể tướng Hải quân từ tháng 10 năm 1911 đến tháng 5 năm 1915, là một người đề xuất mạnh mẽ về sức mạnh không lực hải quân. Ông thành lập Royal Naval Air Service(Không lực Hải quân Hoàng gia) vào tháng 4 năm 1912 và tham gia các bài học bay để thúc đẩy phát triển ngành hàng không. Churchill ra lệnh cho RNAS thiết kế các máy bay  trinh sát và máy bay ném ngư lôi cho Hạm đội (Anh).

### Máy bay ném ngư lôi đầu tiên

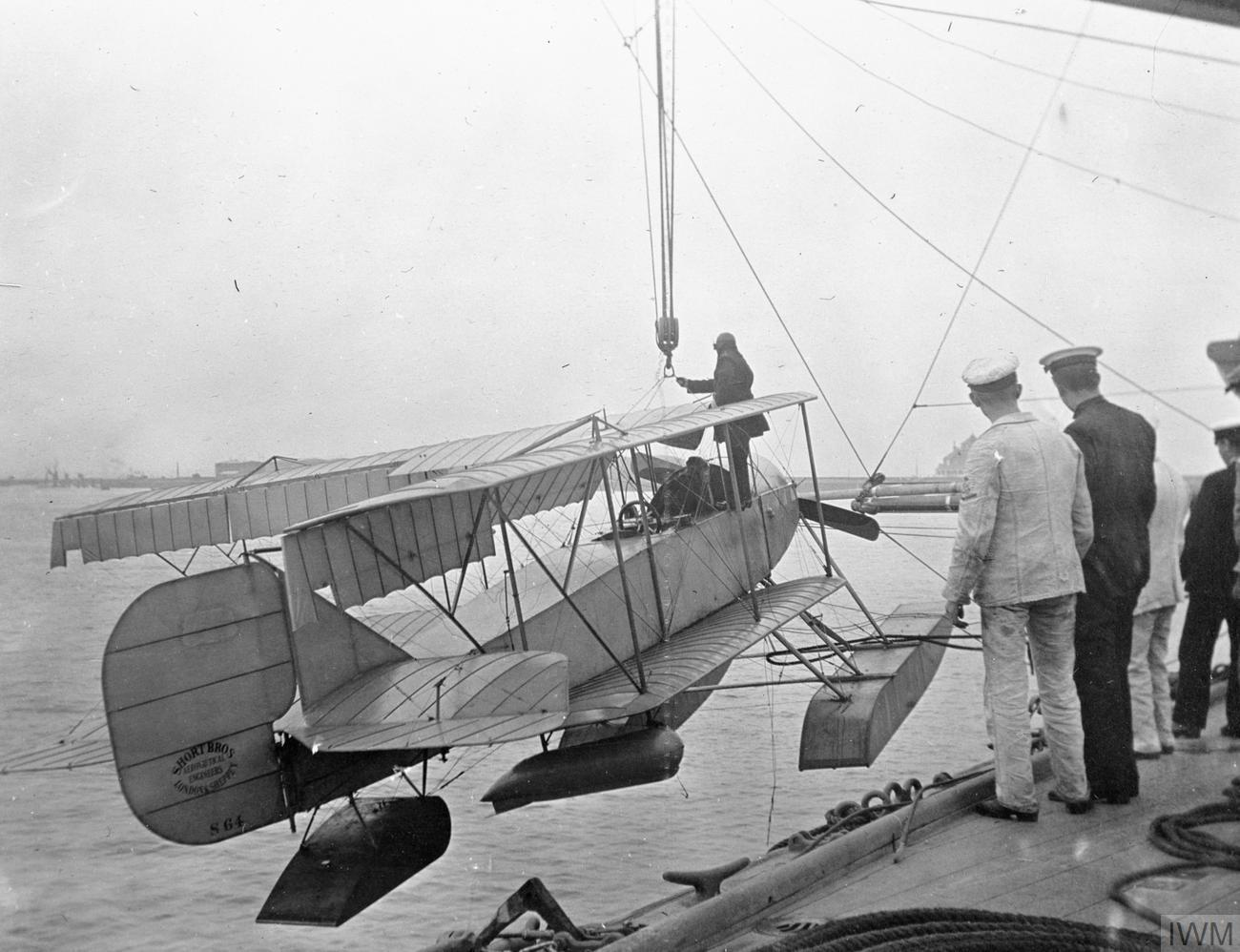
Chiếc Short Admiralty Type 81

Hải quân Anh đã đặt mua thủy phi cơ cánh kép Short Admiralty Type 81 làm máy bay trinh sát. Nó bay lần đầu tiên vào tháng 7 năm 1913 và được đưa lên tàu tuần dương HMS Hermes, chiếc đã được chuyển đổi thành tàu phóng thủy phi cơ đầu tiên của Hải quân Hoàng gia. Khi máy bay đối thủ Sopwith Special, được thiết kế ngay từ đầu như một máy bay ném ngư lôi nhưng không nâng nổi vũ khí của nó ra khỏi nước, Shorts đã chuyển thể chiếc Type 81 để mang ngư lôi vào tháng 7 năm 1914, ngay trước khi Chiến tranh thế giới thứ nhất bùng nổ.
Vào ngày 28 tháng 7 năm 1914, Arthur Longmore thả ngư lôi trên không đầu tiên, một ngư lôi 152 lb 14 inch, từ một chiếc Type 81 tại Trạm Hàng không Hải quân Hoàng gia Calshot. Các dây đỡ phao được dịch chuyển để cho phép ngư lôi được mang trên mặt nước và một cơ chế giải phóng nhanh được thiết kế đặc biệt cho việc thả ngư lôi.
Chiếc máy bay đầu tiên được thiết kế ngay từ đầu là một máy bay ném ngư lôi là thủy phi cơ 5 chỗ cánh kép AD Seaplane Type 1000 hoặc AD1. Tuy nhiên, nó đã được chứng minh là một thất bại. Khi nguyên mẫu được lắp ráp bởi J. Samuel White ở Isle of Wight bay lần đầu tiên vào tháng 6 năm 1916, họ đã được nhận thấy là nó quá nặng và thanh chống phao của nó quá yếu cho hoạt động thực tế. Các đơn đặt hàng còn lại đã bị hủy.

### Thế chiến thứ nhất

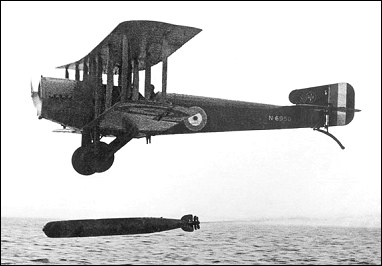
Chiếc Sopwith Cuckoo đang phóng ngư lôi

Vào ngày 12 tháng 8 năm 1915, một chiếc thủy phi cơ ném lôi Short 184 của Không lực Hải quân Hoàng gia Anh đã đánh chìm một thương mại của Thổ Nhĩ Kỳ ở Biển Marmara. Nó khai triển từ HMS Ben-my-Chree, một tàu phóng thủy phi cơ được chuyển thể từ một chiếc phà. Được trang bị với một khoang chứa máy bay máy bay, Ben-my-Chree có thể vận chuyển tới sáu máy bay cánh kép với cánh của chúng gập lại để giảm không gian chứa.
Đây là con tàu đầu tiên bị đánh chìm bởi ngư lôi phóng từ trên không. Năm ngày sau, một con tàu khác đang tiếp tế cho lực lượng Thổ Nhĩ Kỳ trong chiến dịch Gallipoli chống lại liên quân Anh, Úc và New Zealand cũng bị đánh chìm.
Việc sản xuất chiếc Short 184 tiếp tục cho đến sau thỏa thuận ngừng bắn ngày 11 tháng 11 năm 1918, với tổng cộng 936 chiếc được sản xuất bởi nhiều nhà sản xuất khác nhau. Nó phục vụ trong tám hải quân, bao gồm cả Hải quân Đế quốc Nhật Bản, và được các nước đó sản xuất theo giấy phép.
Máy bay ném lôi đầu tiên được thiết kế để hoạt động từ các tàu sân bay là chiếc Sopwith Cuckoo. Lần đầu tiên bay vào tháng 6 năm 1917, nó được thiết kế để cất cánh từ các tàu sân bay mới của Hải quân Hoàng gia Anh, nhưng phải hạ cánh trên một sân bay thường do hệ thống dây giảm tốc (cần thiết để dừng máy bay trong khi hạ cánh trên tàu) vẫn chưa được hoàn thiện. Bộ hải quân dự định sử dụng năm tàu sân bay và 100-120 chiếc Cuckoos để tấn công Hạm đội Biển khơi Đức đang trú ẩn ở Kiel kể từ Trận Jutland năm 1916. Khi chiến tranh kết thúc, chỉ có 90 Cuckoos đã được hoàn thành.
Máy bay ném bom hạng nặng hai động cơ Vickers Vimy được thiết kế để đánh bom các thành phố của Đức để trả thù cho các cuộc không kích của Đức vào nước Anh. Nó đã đến các phi đội ở Pháp quá muộn để đóng một vai trò trong Chiến tranh thế giới thứ nhất. Nếu chiến tranh tiếp tục, nó sẽ được triển khai như một máy bay ném lôi. 

### Thời kì giữa thế chiến

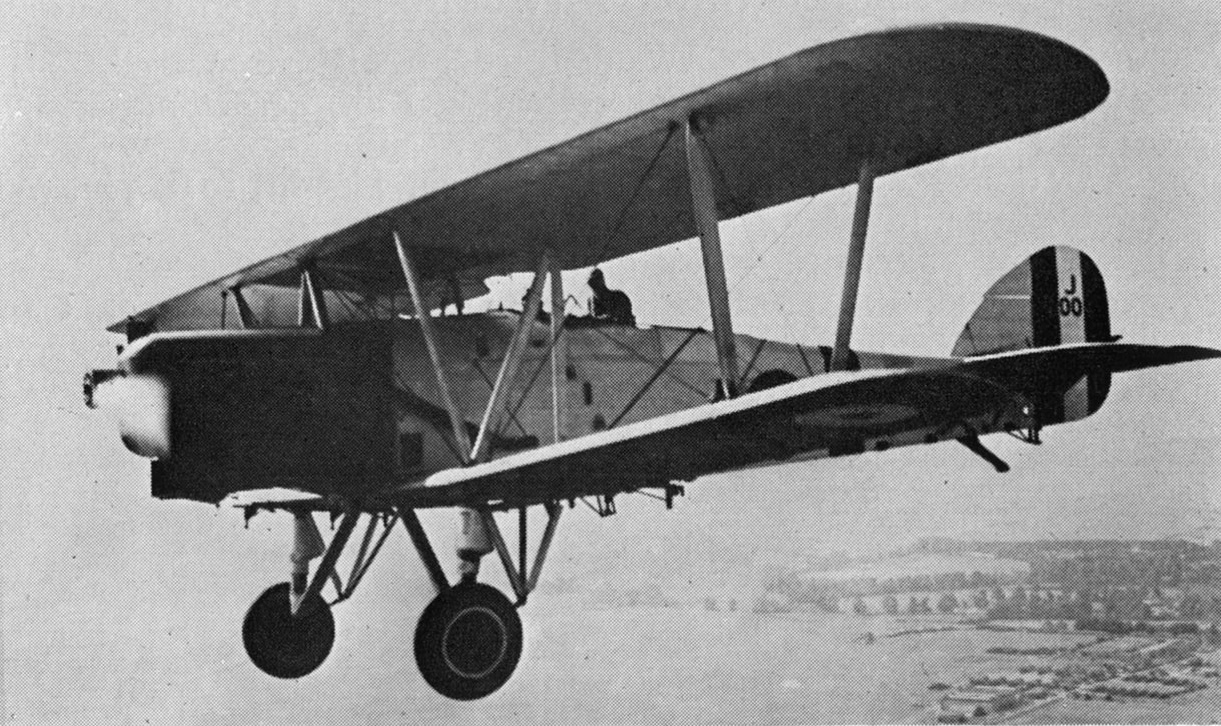
Chiếc Hawker Horsley

Trong số các quốc gia hàng hải lớn, chỉ có Anh, Nhật Bản và Hoa Kỳ tiếp tục phát triển máy bay ném  lôi cho tàu sân bay sau khi chiến tranh chấm dứt ở châu Âu. Ban đầu, Nhật Bản đã mua cả tàu và máy bay từ Anh, vì Hải quân Đế quốc Nhật Bản mô phỏng bản thân theo mô hình Hải quân Hoàng gia Anh. Trong ba nước, chỉ có Anh và Nhật Bản mới nhận thấy nhu cầu về máy bay ném lôi trên đất liền, mặc dù một số sẽ được phát triển bởi các nước khác. Được bao bọc bởi đại dương chống lại bất kỳ kẻ thù nào, Hoa Kỳ đã bỏ qua việc phát triển máy bay ném lôi trên đất liên.
Chiếc máy bay ném bom đầu tiên được thiết kế chuyên là máy bay ném lôi là chiếc Hawker Horsley. Vào giữa những năm 1930, các máy bay ném lôi bắt đầu Chiến tranh thế giới thứ hai đã được triển khai. Chiếc Fairey Swordfish bay đầu tiên vào năm 1934. Sau đó đến chiếc Douglas TBD Devastator và Mitsubishi G3M vào năm 1935. Các chiếc Nakajima B5N và Bristol Beaufort một năm sau đó.

### Chiến tranh thế giới thứ hai

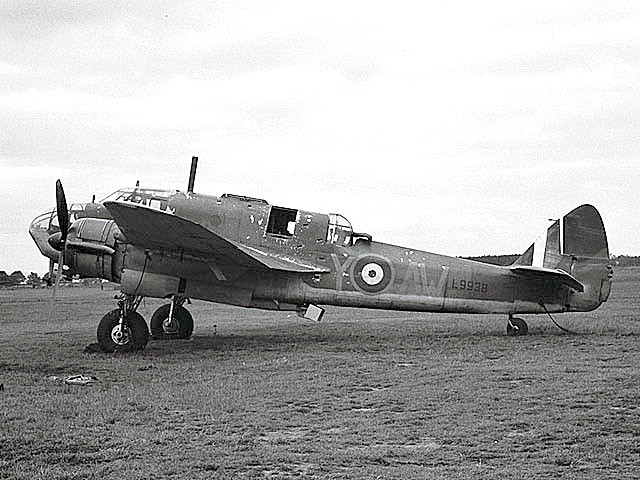
Bristol Beaufort

Trong những giờ đầu ngày 13 tháng 6 năm 1940, hai chiếc Beauforts tìm thấy chiếc tàu tuần dương Đức Lützow rời Na Uy. Chiếc đầu tiên bị nhầm lẫn với một chiếc Junkers Ju 88 và đã có thể phóng ngư lôi đến Lützow mà không bị bắn trả, khiến chiếc Lützow bị loại khỏi vòng chiến đấu trong sáu tháng. Chiếc kia bị bắn hạ bởi các máy bay Messerschmitt Bf 109 đang hộ tống tàu. Tám ngày sau, chín chiếc Beaufort tấn công thiết giáp-tuần dương Đức Scharnhorst ngoài khơi Na Uy. Vì thiếu ngư lôi trên không, chúng thả bom 500 lb (230 kg). Không quả bom nào gây thương tích lên tàu và năm chiếc trong số đó bị các máy bay Bf 109 hộ tống bắn hạ.

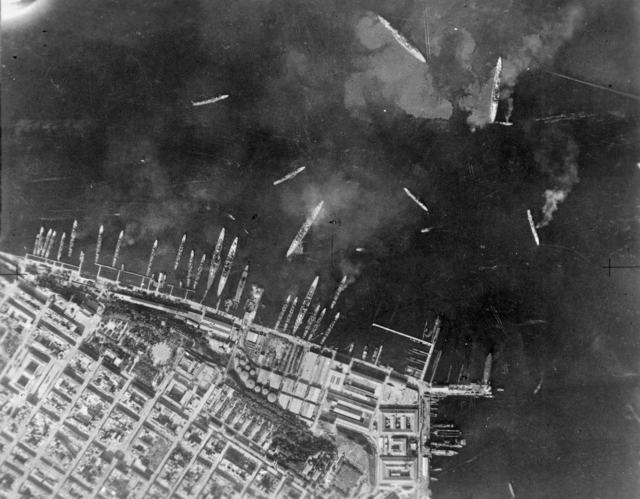
Kết quả cuộc không kích cảng Taranto

Ngay cả trước khi Chiến tranh thế giới thứ hai bùng nổ, Hải quân Hoàng gia Anh đã nghiên cứu mối đe dọa ở Địa Trung Hải từ hạm đội Ý nhờ có căn cứ tiền tuyến tại cảng Taranto mới ở "gót chân" của Ý. Thuyền trưởng Lumley Lyster của tàu sân bay HMS Glorious đã đề xuất rằng máy bay ném bom ngư lôi Fairey Swordfish của ông có thể tổ chức một cuộc không kích vào ban đêm vào Taranto. Vào thời điểm đó, Hải quân Hoàng gia Anh là lực lượng duy nhất trên thế giới có khả năng này. Swordfish, một loại máy bay ba chỗ ngồi cánh kép lỗi thời, nhưng vận tốc mất tốc thấp khiến nó trở thành một bệ phóng lý tưởng để phóng ngư lôi vào vùng nước cạn của Taranto. Những ngư lôi được điều chỉnh bằng dây cáp gắn vào mũi và vây bằng gỗ ở đuôi của chúng để làm chậm tốc độ rơi của chúng để va chạm nhẹ với nước, chỉ ở độ sâu 12 m.
Vào đêm ngày 11 tháng 11 năm 1940, 21 chiếc Swordfish cất cánh từ tàu sân bay mới HMS Illustrious. Một số mang bom và pháo sáng, nhưng lực lượng chủ lực mang ngư lôi. Các tấn công nhử của người Anh và sự việc thiếu ra đa của phe Ý đã cho phép người Anh tấn công bất ngờ hạm đội Ý thiếu chuẩn bị đang neo đậu ở Taranto. Ba thiết giáp hạm đã bị loại khỏi vòng chiến đấu, một nửa hạm đội Ý, với chỉ hai chiếc Swordfish bị bắn hạ. Hai phi công bị giết và hai người khác bị bắt. Ngày hôm sau, các thiết giáp hạm Ý còn lại rút về Naples, trả quyền kiểm soát Địa Trung Hải cho phe Anh.
Vào ngày 6 tháng 4 năm 1941, một chiếc Bristol Beaufort do Trung úy Kenneth Campbell điều khiển tấn công thiết giáp hạm Đức Gneisenau tại cảng Brest ở Brittany, nơi cô và con tàu chị em, Scharnhorst, đang trú ẩn bên dưới một loạt súng phòng không. Năm chiếc Beauforts khác thuộc nhiệm vụ không đến được điểm hẹn do thời tiết xấu. Campbell đã nhận được một huân chương Victoria Cross sau khi hy sinh thả đòn tấn công ngư lôi của mình, khiến Gneisenau bị loại khỏi vòng chiến đấu trong sáu tháng.
Vào ngày 26 tháng 5 năm 1941, ba chiếc Fairey Swordfish được phóng từ HMS Ark Royal của Hải quân Hoàng gia Anh. Họ tìm thấy thiết giáp hạm Đức Bismarck ở phía đông Đại Tây Dương đang chống chịu với một cơn gió mạnh. Với mũi tàu chiến nghiêng lên và xuống gần 20m trong gió 130 km/h, các chiếc Swordfish phải thả ngư lôi của họ vào các máng sóng để đảm bảo chúng chạy đúng mục tiêu. Hai quả ngư lôi đánh trúng, quả ném bởi John Moffat đập vào bánh lái và làm cho nó kẹt đến mức con tàu khổng lồ chỉ có thể quay vòng một cách bất lực. Cuối ngày hôm đó, các thiết giáp hạm và tàu khu trục của Hải quân Hoàng gia dồn Bismark vào đường cùng và thủy thủ đoàn của Bismarck đã tự đánh chìm cô sau khi chịu đựng thiệt hại nghiêm trọng từ hỏa lực pháo hạng nặng và nhiều ngư lôi.

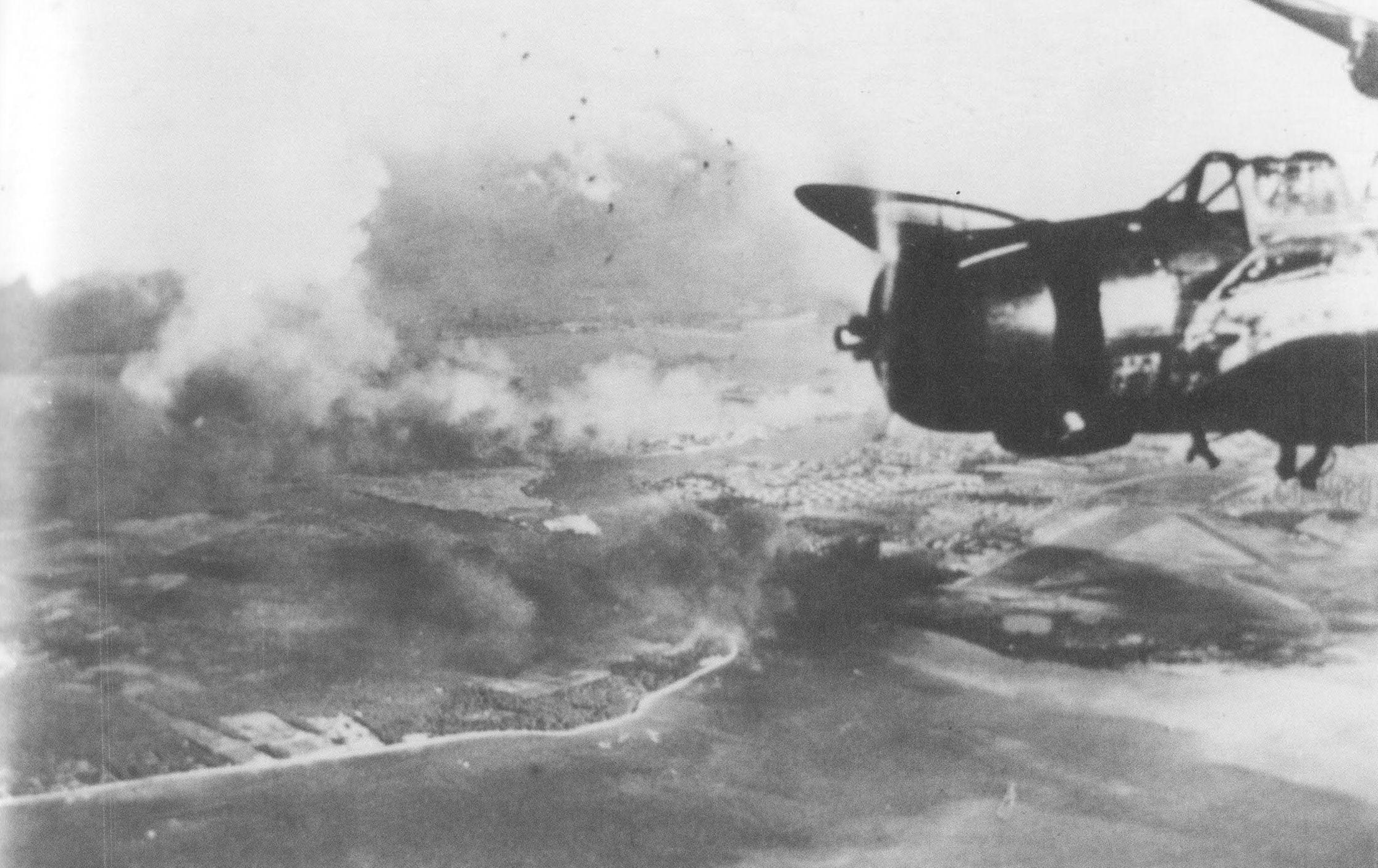
Máy bay Nakajima B5N từ tàu Kaga chuẩn bị tấn công Trân Châu Cảng

Trong cuộc không kích vào Trân Châu Cảng, Hạm đội sáu tàu sân bay của Đô đốc Yamamoto Isoroku đã phóng 40 máy bay ném bom ngư lôi Nakajima B5N2 vào Chủ Nhật ngày 7 tháng 12 năm 1941. Lực lượng Nhật tấn công hạm đội Thái Bình Dương Hoa Kỳ khi nó đang neo đậu tại cảng. Các máy bay ném lôi tấn công phối hợp với các máy bay ném bom bổ nhào đã đánh chìm hoặc phá hủy tất cả tám thiết giáp hạm mà họ tìm thấy neo đậu tại Trân Châu Cảng. Người Nhật đã nghiên cứu cuộc tấn công vào Taranto và đã thực tập thả ngư lôi kiểu 91 được sửa đổi đặc biệt trong vùng nước cạn của Biển nội địa Nhật Bản. Loại ngư lôi kiểu 91 được cho là tốt hơn nhiều so với bất kỳ ngư lôi nào khác trên thế giới vào thời điểm đó, rất nhanh và đáng tin cậy, cũng như cho phép tốc độ phóng cao hơn nhiều so với các loại khác. Chỉ có năm chiếc B5N bị bắn hạ trong cuộc tấn công. Trong những tháng sau đó, các máy bay ném lôi góp công lơn cho việc đánh chìm các tàu sân bay Lexington, Yorktown và Hornet của Hải quân Mỹ.

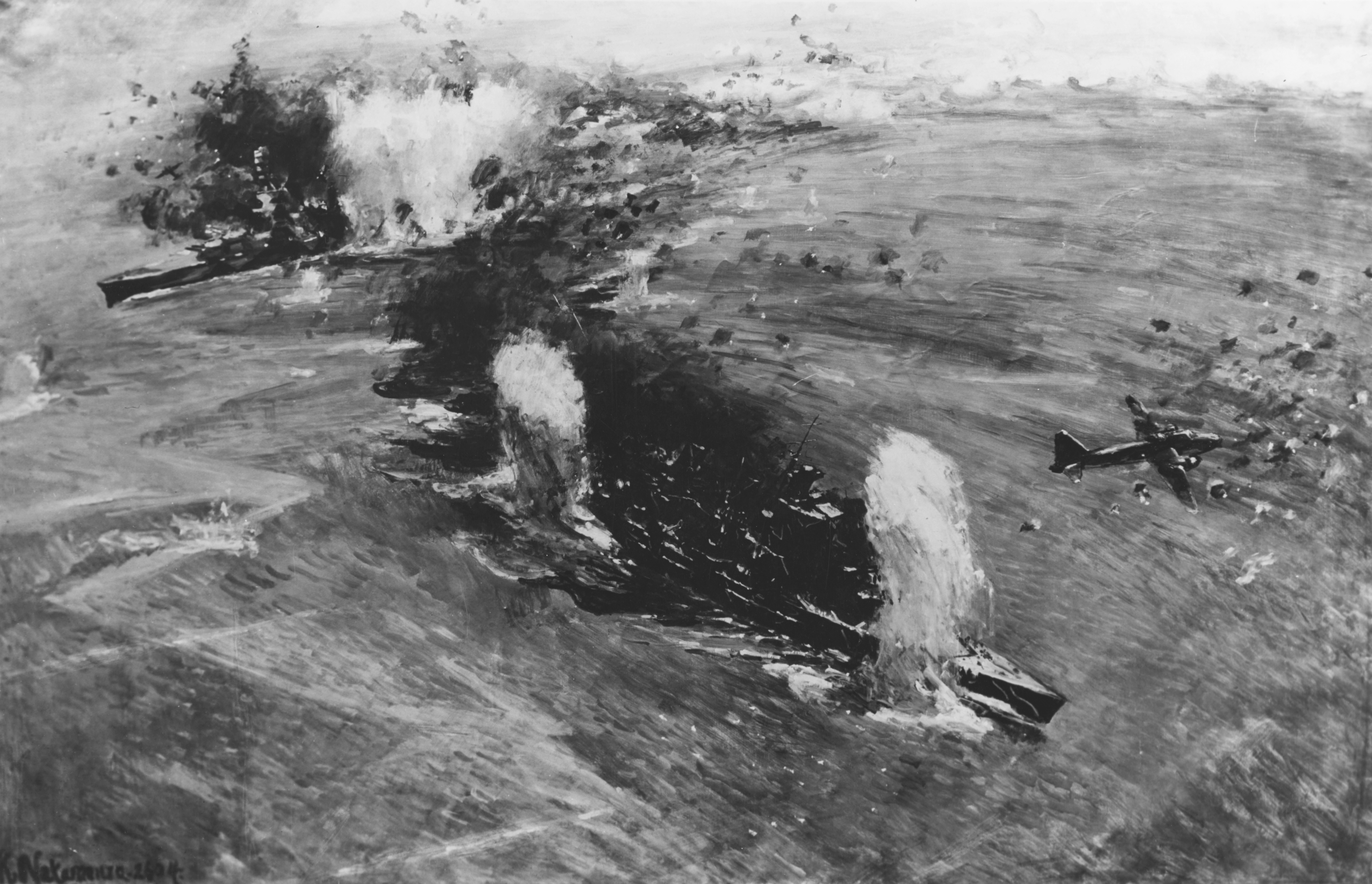
Bức tranh do họa sĩ người Nhật tả lại trận đánh chìm HMS Prince of Wales và HMS Repulse

Ba ngày sau, Đô đốc Tom Phillips đang quay về Singapore trên chiếc thiết giáp hạm mới HMS Prince of Wales sau một nỗ lực không thành công để cản trở việc đổ bộ của Nhật tại Malaya. Hạm đội của ông bao gồm thiết giáp-tuần dương HMS Repulse từ Đệ Nhất thế chiến và đáng lẽ bao gồm tàu sân bay mới HMS Indomitable với một phi đội Sea Hurricane nhưng đang được sửa chữa sau khi bị mắc cạn tại cảng ở Kingston, Jamaica.
Tám máy bay hai động cơ Mitsubishi G3M mang bom ném ngang và 17 chiếc G3M mang ngư lôi đã tìm thấy hạm đội không có máy bay hộ tống. Họ chỉ ghi được một quả bom đánh vào Repulse và một quả ngư lôi trúng trúng Prince of Wales. Trái ngư lôi đánh trúng điểm nơi trục cánh quạt bắt đầu lòi ra ngoài thoát thân tàu và Prince of Wales đã lấy vào 2.400 tấn nước thông qua một tuyến đuôi bị vỡ. Chiếc thiết giáp hạm nghiêng 12 độ sang bên trái làm cho các khẩu súng phòng không 5.25 inch phía mạn phải không thể hạ nòng đủ thấp để ngăn chặn các máy bay ném lôi còn lại.
Một phi đội thứ hai, lần này là những chiếc máy bay ném lôi Mitsubishi G4M, bây giờ tấn công cả hai tàu. Repulse đã né được 19 quả ngư lôi bằng tay lái khéo léo, nhưng bây giờ G4M đã tấn công cây từ cả hai phía và ghi thêm một cú đánh nữa. Vào lúc này, Repulse mới phát thanh tìm gọi các máy bay phòng thủ. Một phi đội gồm 10 chiếc Brewster Buffalo của Không quân Hoàng gia Úc đã đến một tiếng sau đó chỉ có ngắm ngắm chiếc Prince of Wales chìm. Repulse đã chìm từ trước đó. Mỗi con tàu bị trúng bốn quả ngư lôi trong số 49 quả được thả. Phe Nhật mất bốn máy bay. Cả G3M và G4M đều không mang vũ khí phòng thủ vì chúng bị tháo để kéo dài tầm hoạt động của máy bay.Nếu lúc đó có các máy bay chiến đấu hiện đại của phe Đồng để bảo vệ hai con tàu đã có thể dẫn đến một kết quả khác.
Ngày 12 tháng 2 năm 1942,các chiếc Bristol Beauforts được phái đi đánh chặn tàu tuần dương Đức Prinz Eugen ngoài khơi Trondheim, Na Uy. Prinz Eugen đã đi cùng Bismarck vào Đại Tây Dương, nhưng đã trở về Brest. Lần đầu tiên,các chiếc Beauforts được hộ tống bởi Bristol Beaufighter và Bristol Blenheim. Trong một chiến thuật mới của không quân Hoàng gia, các chiếc Blenheim hành động như mồi nhử, giả vờ phóng lôi, trong khi chiếc Beaufighter (một phiên bản Beaufort trang bị bốn khẩu pháo 20mm) bắn các pháo thủ phòng không trên sàn tàu. Điều này đã được dự định để cho phép các chiếc Beauforts tấn công ngư lôi mà không sợ bị bắn trả. Tuy nhiên, không chiếc nào trong số 28 chiếc Beauforts ném dính, và ba chiếc máy bay bị bắn rơi.
Máy bay ném lôi tiêu chuẩn của Hải quân Hoa Kỳ vào năm 1942 là chiếc Douglas TBD Devastator, lần đầu tiên bay vào năm 1935 và đưa vào các tàu sân bay của Hạm đội Thái Bình Dương năm 1937. Vào ngày 7 tháng 5 năm 1942, Devastators đánh chìm tàu sân bay Nhật Shōhō trongTrận chiến Biển Coral, nhưng không thể đánh chìm tàu sân bay Shōkaku vào ngày hôm sau.

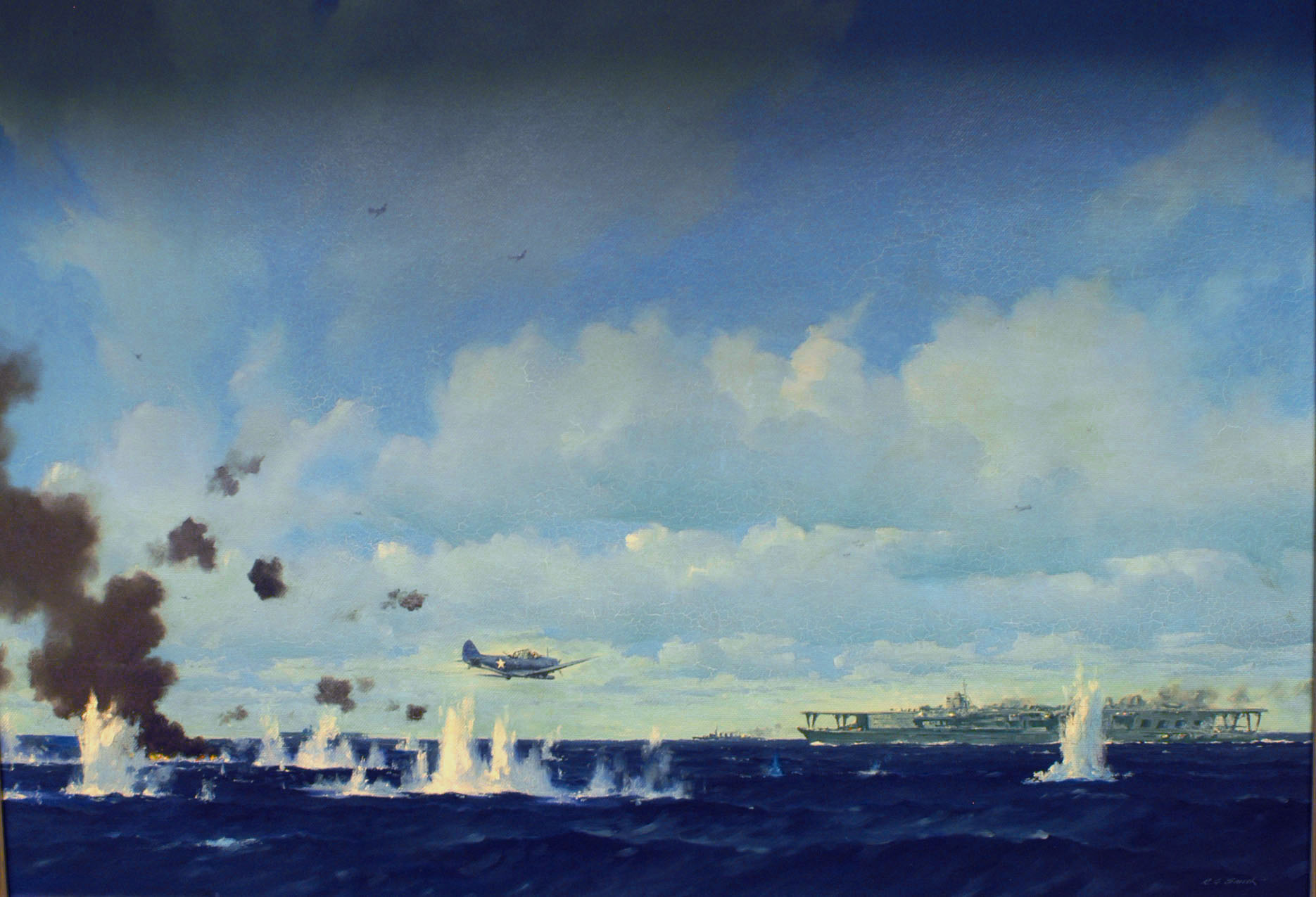
Bức tranh tả đợt tấn công thất bại của phi công ném lôi Mỹ tại Midway

Trong trận Midway vào ngày 4 tháng 6 năm 1942, 41 chiếc Devastator được phóng từ ba tàu sân bay Mỹ thất bại trong việc đánh trúng một quả ngư lôi nào và chỉ có sáu chiếc được quay trở về. Phần còn lại bị bắn hạ bởi các Mitsubishi A6M phòng thủ và pháo phòng không. Các đợt tấn công thiếu phối hợp nhưng các chiếc Devastator đã ngay lập tức rút khỏi nhiệm vụ tiền tuyến.
Máy bay kế nhiệm chiếc Devastator, là dòng Grumman TBF Avenger, đã đến Trân Châu Cảng để được đưa lên tàu sân bay cho Trận Midway. Tuy nhiên, sáu chiếc bay từ Đảo Midway. Chúng không làm gì tốt hơn, với năm chiếc hi sinh mà không có một cú đánh trúng.
Avengers trở nên hiệu quả hơn khi chiến thuật được cải thiện và các đội bay trở nên điêu luyện hơn. Vào ngày 24 tháng 8 năm 1942, 24 chiếc Avenger đã đánh chìm tàu sân bay Ryūjō trong trận chiến Đông Solomon. Tại Guadalcanal, TBF Avengers của Hải quân và Lực lượng Thủy quân lục chiến kết liễu thiết giáp hạm Hiei, vốn đã bị hư hại vào đêm trước đó.

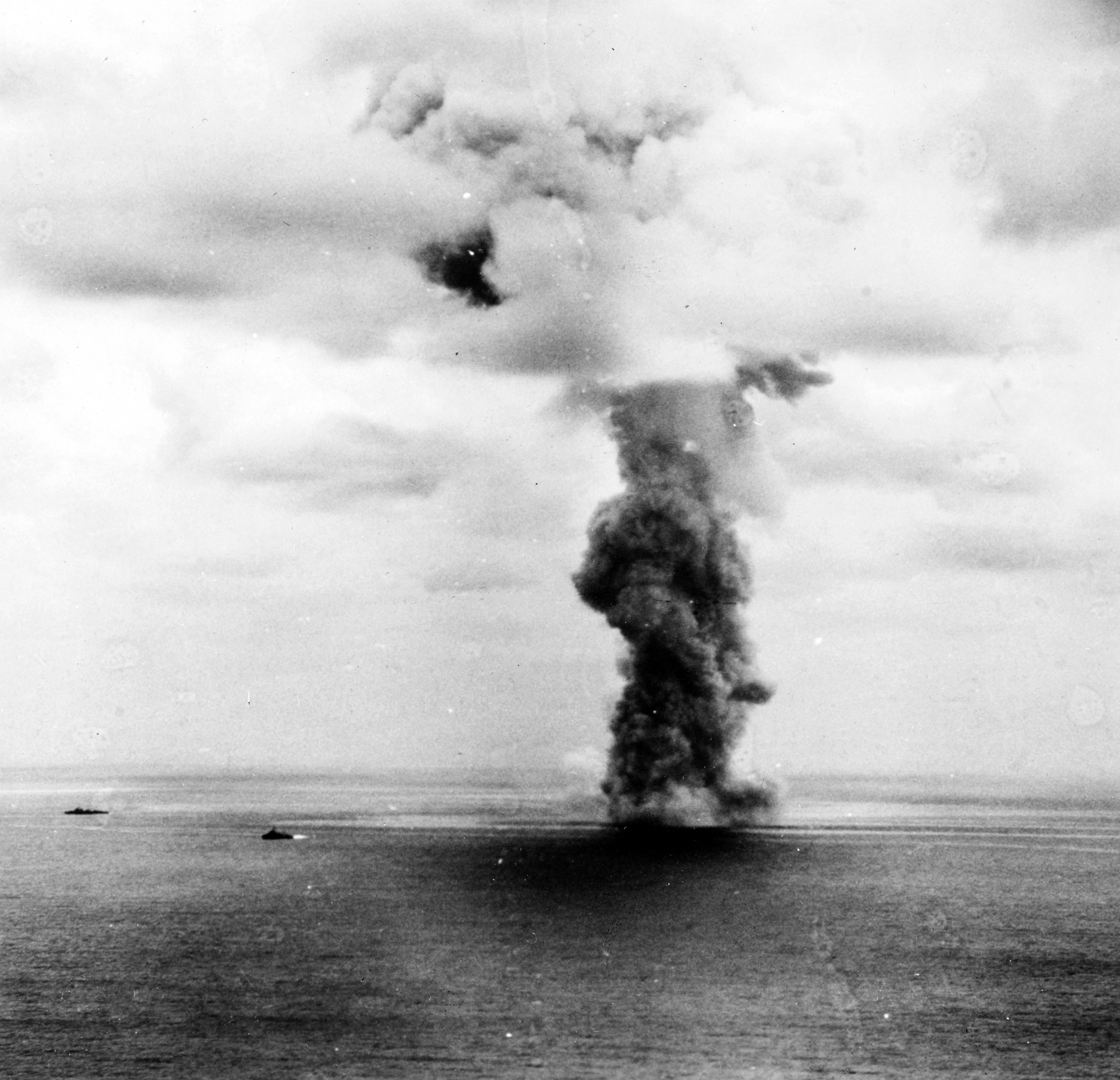
Vụ nổ từ chiếc Yamato

Các chiếc Beaufort cũng trở nên hiệu quả hơn khi chúng được chuyển đến Malta để tấn công tàu chiến và tàu vận tải của Ý.Trung úy Arthur Aldridge phát hiện một đoàn tàu vận tải được tàu tuần dương hạng nặng Trento bảo vệ vào sớm ngày 14 tháng 6 năm 1942, cách Malta 320 km về phía đông. Như trong cuộc tấn công chiếc Lützow, các chiếc Beaufort bị nhầm lẫn với chiếc Junkers Ju 88, và Aldridge tấn công Trento bằng ngư lôi của mình; con tàu cuối cùng đã được kết liễu bởi tàu ngầm HMS Umbra (P35), đang ở gần đó.
Cuộc chiến tiếp tục tại Thái Bình Dương, nơi cuộc tấn công bằng máy bay ném lôi đáng chú ý cuối cùng diễn ra vào ngày 7 tháng 4 năm 1945. Avengers từ Yorktown đang tìm kiếm vùng biển giữa Okinawa và Honshu để truy tìm thiết giáp hạm Nhật Bản Yamato, đang được hộ tống bởi tàu tuần dương và tàu khu trục. Nhiệm vụ của cô là mắc cạn lên bờ Okinawa để cung cấp pháo hạng nặng cho các lực lượng cố thủ trong cuộc đổ bộ dự kiến của quân Đồng minh. Khẩu pháo 406 mm của cô có gây tàn phá giữa những chiếc tàu đổ bộ yếu ớt. Yamato và tàu chị em Musashi là những thiết giáp hạm lớn nhất, mạnh nhất trên thế giới. Được thiết kế trong bí mật, chúng được thiết kế để có thể giao tranh với ba thiết giáp hạm của Mỹ và thắng.
Phi đội do Trung úy Tom Stetson dẫn đầu tìm thấy chiếc tàu tuần dương, là mục tiêu chính của họ, đã bị đánh chìm, nên sáu chiếc máy bay đã được tách ra để tấn công Yamato. Một trong đó chở Frederick E. Wicklund là tay súng ở đuôi và người điều khiển ra đa/ radio bị tách ra khỏi đội hình khi leo trên lớp mây dày. Phi công, Trung úy Grady Jean, đã hỏi từng người trong phi đội nếu họ muốn thực hiện một cuộc tấn công đơn độc vở khả năng hi sinh cao. Các phi hành đoàn đẩy quyết định cho đội trưởng, người khéo léo né tránh pháo phòng không và đạn 46 cm bắn từ pháo chính của Yamato để thả ngư lôi của họ. Wicklund đã nhớ lại từ một cuộc họp trước nhiệm vụ rằng Yamato có khoang chống lôi ở độ sâu 22 ft (6,7 m), do đó, ông bò lại vào bụng máy bay để thiết lập lại độ sâu chạy của ngư lôi từ chế độ 10 ft (3,0 m) cài đặt sẵn cho tàu tuần dương đến 23 ft (7,0 m). Sau này ông giải thích rằng ông không nghe lệnh nào để làm điều này và nghi ngờ liệu năm chiếc máy bay khác đã làm như vậy. Trong trường hợp của đội kia, ngư lôi của họ sẽ phát nổ vô hại đối vào khoang chống ngầm. Một phi hành đoàn chụp ảnh vụ nổ, trong đó các mảnh vụn tăng lên độ cao 300 foot (91 m). Có thể một quả ngư lôi đã trúng vào kho chứa xăng. Chiếc Yamato lật qua và chìm, với sự mất mát của 90 phần trăm của thủy thủ đoàn. Yorktown mất mười chiếc máy bay và mười hai phi công. Tất cả các phi công liên quan đến vụ tấn công đều được tặng Huân chương Hải quân và mỗi thủy thủ đoàn.

### Sự lỗi thời và thay thế
Các ngư lôi được sử dụng trong đầu thế kỷ 20 có tốc độ dưới nước ở khoảng 40 hải lý (74 km/h) - một tốc độ dễ dàng đối phó với các tàu khu trục và thậm chí cả các thiết giáp hạm nhanh có thể chế chạy ở vận tốc 32 hải lý. Do đó, một thuyền trưởng điêu luyện thường có thể né được ngư lôi. Ví dụ, khi HMS Repulse bị tấn công vào ngày 10 tháng 12 năm 1941, nó đã tránh được 19 quả ngư lôi, trước khi máy bay Nhật Bản tấn công đồng thời từ cả hai phía.

#### Tên lửa

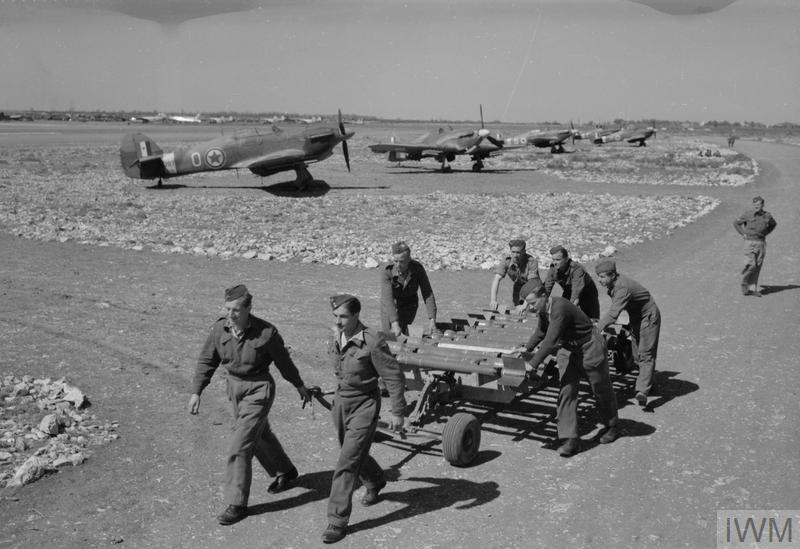
Nhân viên mặt đất mang tên lửa cho các chiếc Hurricane

Một tên lửa bay ở tốc độ 1.600 km/h là một vấn đề khác và không dễ dàng né được. Tên lửa không kích đầu tiên là tên lửa Le Prieur, được bắn vào năm 1916 bởi chiếc Nieuport 11s của Armee de l'air (Không quân Pháp) vào các khí cầu trinh sát của Đức trên Mặt trận phía Tây. Do tầm bắn ngắn của chúng (115 mét) và độ thiếu chính xác, người Pháp đã từ bỏ ý tưởng này và ít lực lượng hàng không khác quan tâm đến việc phát triển chúng, tuy nhiên, nghiên cứu về tên lửa phóng không kích tiếp tục ở Liên Xô trong những năm 1920 và 1930.
Năm 1940, trong cuộc không chiến tại Anh, Quân đội Anh cũng thử nghiệm việc sử dụng tên lửa chống lại các máy bay ném bom bay thấp nhưng không thành công nhiều. Tuy nhiên, năm sau, công nghệ tương tự đã được điều chỉnh bởi Lực lượng Không quân Sa mạc chống lại những chiếc máy bay của Afrika Korps. Vỏ đạn được phóng to từ 2 in (51 mm) đến 3 in (76 mm), cho phép sử dụng đầu đạn nổ 28 lb (13 kg) và 60 lb (27 kg) lớn hơn. Tên lửa RP-3 được trang bị cho các chiếc Hawker Hurricane và các máy bay khác từ tháng 6 năm 1942.
Vào ngày 23 tháng 5 năm 1943, một chiếc Fairey Swordfish của Không lực Hạm đội Anh đã sử dụng tên lửa để tiêu diệt chiếc U-boat U-752 của Đức ở Bắc Đại Tây Dương. Năm ngày sau, một chiếc Lockheed Hudson của Bộ tư lệng bờ biển Không quân Anh đã phá hủy một chiếc U-boat khác ở Địa Trung Hải. Những tên lửa này được trang bị gai sắt và bắn với một góc nông xuống biển, làm thủng thân tàu và làm cho tàu ngầm không thể chìm xuống.
Caltech đã phát triển tên lửa máy bay tốc độ cao "Holy Moses" 5 inch (130 mm), với đầu đạn 24 lb (11 kg) cho Hải quân Hoa Kỳ. Nó đã được đổ xô đến châu Âu để sử dụng trên D-Day và sau đó được sử dụng bởi máy bay của Hải quân ở Thái Bình Dương.

#### Máy bay tấn công đa năng / Máy bay công kích
Vào đầu Thế chiến thứ hai, công nghệ hàng không đã tiến bộ đến mức các máy bay ném lôi chuyên dụng không còn cần thiết nữa.

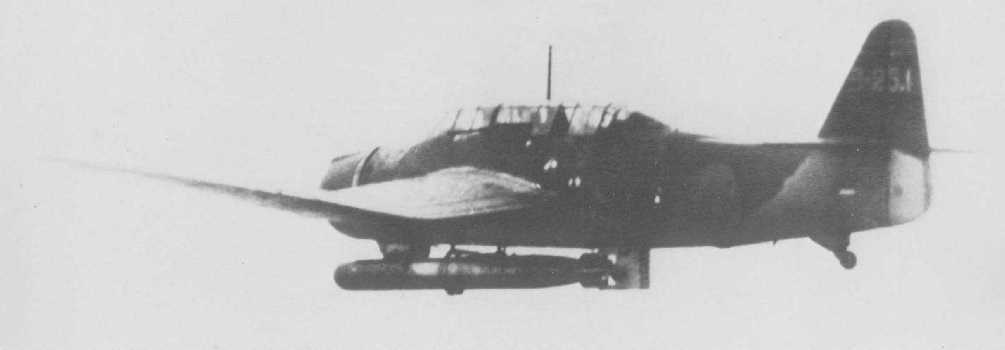
Máy bay ném bom bổ nhào/phóng lôi Aichi B7A Ryusei

Thiết kế đa chức năng thường được chuyển thể từ một trong hai loại máy bay: Máy bay ném bom bổ nhào một động cơ phóng từ tàu sân bay Aichi B7A, Curtiss SB2C Helldiver và Fairey Barracuda, hoặc; máy bay ném bom hạng nhẹ / máy bay cường kích hai động cơ trên cạn, chẳng hạn như Bristol Beaufighter, Douglas A-20C (Boston IIIA), Junkers Ju 88 và Tupolev Tu-2.
Trong khi chiến tranh tiếp diễn, các thiết kế một chỗ ngồi cũng xuất hiện - bỏ qua vai trò của xạ thủ, người ném/nhắm bom và/hoặc người quan sát. Cấu hình này được Hải quân Hoa Kỳ đặc biệt ưa chuộng bao gồm các chiếc như Martin AM Mauler và Douglas A-1 Skyraider, cả hai đều có thể mang đến ba quả ngư lôi.
Một ý tưởng khác là máy bay chiến đấu phóng lôi, còn được gọi là máy bay chiến đấu công kích, được dự định cũng có khả năng vượt trội trên không - khi nó không mang hoặc đã thả ngư lôi của nó. Tuy nhiên, các yêu cầu kĩ thuật khác nhau của hai vai trò này đã tạo ra những ràng buộc thiết kế khiến cho một thiết kế đơn lẻ không thể hoàn thành xuất sắc ở cả hai vai trò. Trong khi một số máy bay chiến đấu ngư lôi đã được đưa vào sản xuất, chẳng hạn như Fiat G.55S và Blackburn Firebrand, chúng hiếm khi thực hiện phóng ngư lôi vào tàu địch.

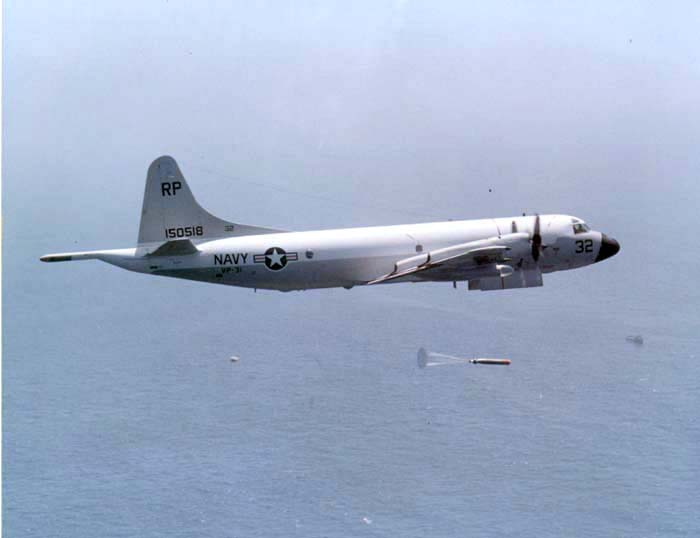
Máy bay P-3 Orion phóng ngư lôi chống tàu ngầm

Từ năm 1946, Hải quân Hoa Kỳ chính thức loại bỏ cách đánh tên riêng biệt cho các máy bay ném bom bở nhào và phóng lôi, và giới thiệu một tên gọi "Cường kích" duy nhất, tương tự như tên gọi đã được Không quân Lục quân Mỹ sử dụng. Ngược lại, các Không lực Hải quân của Anh và các nước thuộc khối thịnh vượng chung khác vẫn tồn tại với các máy bay ném bom ngư lôi chuyên dụng như TBF Avenger cho đến đầu những năm 1960.
Khi tầm quan trọng của ngư lôi phóng trên không giảm so với tên lửa chống tàu, trong Chiến tranh Lạnh và sau này, chúng được giữ lại bởi nhiều không quân và hiện nay được sử dụng trong chiến tranh chống tàu ngầm và được phóng bởi các máy bay tuần tra trên biển và trực thăng.

## Chiến lược sử dụng
Một hạn chế đáng nói của máy bay ném lôi là nó phải bay một theo đường thẳng, dài ở độ cao cố định là 30 m về phía tàu mục tiêu trước khi phóng ngư lôi. Ngư lôi là những vũ khí rất phức tạp và dễ bị hư hại khi va đập vào mặt nước, đặc biệt là trên sóng; chúng hoạt động tốt nhất khi nhắm vào đáy sóng, nhưng điều này khó đạt được trong thực tế.
Trong lúc phóng ngư lôi, máy bay đang tấn công là mục tiêu dễ dàng cho máy bay chiến đấu tuần tra không chiến đang phòng thủ. Hơn nữa, máy bay ngư lôi cũng dễ bị tấn công bởi vũ khí phòng không, đặc biệt là các loại súng phòng không hạng nặng (như khẩu 5 inch DP) bắn vào nước, tạo ra các cột nước để làm mất cân bằng các máy bay nem lôi.
Vào những năm 1930, Hải quân Đế quốc Nhật Bản đã phát triển cách tốt nhất cho các máy bay ném bom ngư lôi có thể đánh dính đối phương. Họ sử dụng một "cuộc tấn công hai mũi", trong đó hai nhóm máy bay ngư lôi tiếp cận mũi tàu của  ở một góc khoảng 45 độ,  mỗi một đội ở mỗi bên của con tàu. Ngư lôi được phóng ra ở cùng khoảng cách với con tàu để đảm bảo bất kể con tàu cố gắng né như thế nào cũng sẽ bị dính. Trong thực tế, phương pháp tấn công này rất khó thực hiện và do đó cực kỳ hiếm. Thông thường, các cuộc tuần tra không chiến và vũ khí phòng không nhanh chóng phá vỡ các đội hình bay, buộc mỗi máy bay phải tự tấn công riêng lẻ. Tại Trân Châu Cảng, các tàu đều xếp thành hàng và cơ bản là cố định, do đó, đợt tấn công đầu tiên của 40 máy bay ném lôi trang bị ngư lôi Type 91, trong số 183 máy bay đã đánh trúng mạn tàu, vì các phe phòng thu bị bất ngờ.
Máy bay ném bom ngư lôi được sử dụng tốt nhất như là một phần của cuộc tấn công phối hợp với các loại máy bay khác. Ví dụ, trong cuộc tấn công vào thiết giáp hạm Yamato, những chiếc máy bay chiến đấu đã rỉa sàn tàu bằng súng máy để ngăn chặn hỏa lực phòng không của nó, trong khi các máy bay ném bom bổ nhào đã gây náo loạn và gây sát thương lên phần trên của tàu và tất cả đảm bảo các máy bay ném lôi có thể tấn công mà không sợ bị ngăn cảng.
Tuy nhiên, nếu bên tấn công không nắm được ưu thế trên không hoặc sự bất ngờ, máy bay ném lôi bị tổn thất nặng nề, bất kể loại đó có lỗi thời hay không. Điều này được thể hiện rõ nhất trong trận Midway, nơi những chiếc máy bay ném bom bổ nhào của Không đoàn Tám(Mỹ) đã bỏ lỡ các tàu sân bay Nhật Bản.  Phi đoàn ngư lôi 8 (VT-8, từ Hornet), dưới sự chỉ huy của Thiếu tá John C. Waldron, đã nhìn thấy các tàu sân bay địch và tấn công mà không có bất kỳ sự phối hợp nào với các máy bay ném bom bổ nhào hoặc máy bay chiến đấu. Không có máy bay hộ tống, tất cả chiếc TBD Devastator của VT-8 bị bắn hạ mà không gây ra bất kỳ thiệt hại nào, với người duy nhất sống sót là Thiếu úy George H. Gay, Jr. VT-8 được theo sau bởi Phi đoàn ngư lôi 6 (VT-6, từ Enterprise). VT-6 đã gặp số phận tương tự, và cũng không gây tổn hại gì cho tàu Nhật. Cuộc tuần tra không chiến của Nhật Bản,trang bị với chiếc Mitsubishi A6M2 "Zeros" bay nhanh hơn đã thực hiện dễ dàng xử lý các máy bay ném lôi không có hộ tống, chậm, thiếu vũ khí phòng thủ. Chỉ một vài chiếc TBD mới vô được trong phạm vi vài con tàu với mục tiêu khi thả ngư lôi.
Trong trận chiến quần đảo Santa Cruz năm 1942, chiếc Nakajima B5N (mặc dù đã phục vụ từ năm 1935) đóng một vai trò quan trọng trong việc đánh chìm chiếc USS Hornet, trong khi các máy bay ném lôi Grumman TBF Avenger mới thì không đánh dính bất kì tàu sân bay nào.
Khi các mục tiêu là tàu có khả năng chạy ở vận tốc cao và do đó khó khăn hơn nhiều để đánh dính. Ngư lôi trở nên kém hiệu quả hơn, trừ trường hợp các phi công phóng chúng được huấn luyện đặc biệt tốt. Tuy nhiên, chỉ cần một ngư lôi đánh vào tàu chiến của địch cũng có thể làm tê liệt nó một cách dứt khoát, đặc biệt là trong trường hợp tàu không có đai giáp (tàu tuần dương và tàu sân bay thường có giáp chống lôi, nhưng chúng không dày như thiết giáp hạm). Ngay cả trên các thiết giáp hạm, không có gì có thể bảo vệ được bánh lái và cánh quạt ở đuôi tàu, như đã được chứng minh trong các trường hợp của Bismarck và Prince of Wales và Repulse. Ngoài ra một số ít tàu có vành đai bảo vệ mở rộng đến hết mức, và một lỗ trong mũi có thể bị khoét rộng hơn từ áp lực của nước có thể xé và đè bẹp các vách ngăn bên trong không có giáp, như trường hợp của chiếc Yamato.

## Một số phi công ném ngư lôi nổi bật
- Charles T. Beaird
- Kenneth Campbell
- Charles Edmonds
- Eugene Esmonde
- George H. W. Bush
- Mitsuo Fuchida
- George H. Gay, Jr.
- John C. Waldron
- John Kelvin Koelsch
- Ulvert M. Moore
- John Moffat
- Carlo Emanuele Buscaglia

## Ngoài ra
- Danh sách máy bay ném lôi
- Torpedonostsy một bộ phim Liên Xô năm 1983 do Semyon Aranovich đạo diễn